# ノイエ・ツァイトシュリフト・フュア・フェアヴァルトゥングスレヒト
『ノイエ・ツァイトシュリフト・フュア・フェアヴァルトゥングスレヒト』（Neue Zeitschrift für Verwaltungsrecht: 略称として、NVwZ）は、欧州人権裁判所、欧州司法裁判所、連邦憲法裁判所 （裁判所の部門ごとの決定を含む）、連邦行政裁判所、高等行政裁判所および地方行政裁判所の判決、ならびに論文その他の寄稿を公表する法律の専門誌である。1982年から出版されている。 
『ノイエン・ユリスティシェン・ヴォッヘンシュリフト』（Neuen Juristischen Wochenschrift）と共同作業で編集されている。月に2回 ベック社（CH Beck）から3,500部が発行されている。 

## リンク
- Beck出版社ウェブサイトの雑誌紹介ページ

## リファレンス
1. ↑  アーカイブコピー - ウェイバックマシン, (PDF; 626 kB), abgerufen am 29. März 2016.